# زمین‌لرزه ۲۵ قوس ۱۳۶۱ افغانستان
زمین‌لرزه افغانستان  در تاریخ ۱۶ دسامبر ۱۹۸۲ میلادی، برابر با ‎۲۵ آذر ۱۳۶۱، ساعت ۰:۴۰:۴۸ به زمان یوتی‌سی در افغانستان رخ داد. ژرفای این زلزله ۳۶٫۵ کیلومتر بود، و بزرگی آن ۶٫۴ در مقیاس Mw اعلام شده‌است. زمین‌لرزه به وقت محلی در روز پنج‌شنبه، ساعت ۴٫۵ روی داده و منطقه زمانی آن یوتی‌سی +۴٫۵ بوده‌است .
سازمان زمین‌شناسی آمریکا نیز رومرکز این زمین‌لرزه را در مختصات ۳۶°۰۸′۵۳″شمالی ۶۹°۰۰′۴۰″شرقی / ۳۶٫۱۴۸°شمالی ۶۹٫۰۱۱°شرقی و ژرفای آنرا در ۳۶ کیلومتر گزارش کرده است. بزرگی برگزیدهٔ این سازمان از میان بزرگیهای محاسبه‌شدهٔ مختلف ۶٫۹ در مقیاس MS بوده و از دید اثر، در میان چهار دسته‌بندی «نامحسوس»، «محسوس»، «زیان‌آور» یا «با تلفات»، زلزله را «با تلفات» اعلام کرده‌است.
پروژهٔ «تنسور گشتاور مرکزوار» زاویه‌های (راستا، شیب، ریک) گسل سازندهٔ زمین‌لرزه و صفحه عمود بر آنرا (°۲۱۸، °۴۳، °۱۱۳) یا (°۹، °۵۱، °۷۰) و نوع گسل را «معکوس» فرارسانده‌است.
شمار کشتگان زلزله حدود ۵۰۰ نفر بوده‌است.تعداد زخمیان ۳۰۰۰ نفر برآورده شده‌است.